# Haas VF-25
A Haas VF-25 egy Formula–1-es versenyautó, amelyet a Haas F1 Team tervezett és versenyeztetett a 2025-ös Formula–1 világbajnokság során. Pilótái Oliver Bearman és Esteban Ocon voltak.

## Az idény
A szezont a csapat teljesen új pilótafelállással kezdte meg, miután Kevin Magnussen és Nico Hülkenberg is távoztak. Szemre a kasztnin a legfontosabb változás az előző évhez képest, hogy kevesebb lett a csupasz szénszálas karosszéria, és több a fehér festés. Ezt a festést Japánban egy cseresznyevirág ihletésűvel helyettesítették, Kanadában pedig a legelső, 2016-os festésükre emlékeztető variánst használtak, a 200. nagydíjuk alkalmából.
A várakozásokkal ellentétben az idény nem sikerült olyan jól, mint azt remélhették. A csapat leginkább alkalmi pontszerző volt a nyári szünetig, és a legnagyobb sikerük a belga nagydíj sprintfutamán elért ketős pontszerzés volt.

## Eredmények
| Év   | Csapat                 | Motor          | Gumik | Pilóták        | Futamok | Futamok | Futamok | Futamok | Futamok | Futamok | Futamok | Futamok | Futamok | Futamok | Futamok | Futamok | Futamok | Futamok | Futamok | Futamok | Futamok | Futamok | Futamok | Futamok | Futamok | Futamok | Futamok | Futamok | Pontok | Helyezés |
| Év   | Csapat                 | Motor          | Gumik | Pilóták        | AUS     | CHN     | JPN     | BHR     | SAU     | MIA     | EMI     | MON     | ESP     | CAN     | AUT     | GBR     | BEL     | HUN     | NED     | ITA     | AZE     | SIN     | USA     | MXC     | SAP     | LVG     | QAT     | ABU     | Pontok | Helyezés |
| ---- | ---------------------- | -------------- | ----- | -------------- | ------- | ------- | ------- | ------- | ------- | ------- | ------- | ------- | ------- | ------- | ------- | ------- | ------- | ------- | ------- | ------- | ------- | ------- | ------- | ------- | ------- | ------- | ------- | ------- | ------ | -------- |
| 2025 | MoneyGram Haas F1 Team | Ferrari 066/15 | P     | Esteban Ocon   | 13      | 5       | 18      | 8       | 14      | 12      | KI      | 7       | 16      | 9       | 10      | 13      | 15 5    | 16      |         |         |         |         |         |         |         |         |         |         | 35     | 9.       |
| 2025 | MoneyGram Haas F1 Team | Ferrari 066/15 | P     | Oliver Bearman | 14      | 8       | 10      | 10      | 13      | KI      | 17      | 12      | 17      | 11      | 11      | 11      | 11 7    | KI      |         |         |         |         |         |         |         |         |         |         | 35     | 9.       |

Kis számmal jelölve a sprintfutamokon elért helyezések, amennyiben azok pontszerzéssel jártak együtt.
Ocon a belga sprintfutamon 4 pontot szerzett.
Bearman a belga sprintfutamon 2 pontot szerzett.
† - nem fejezte be a futamot, de rangsorolták, mert teljesítette a versenytáv 90 százalékát